# Cinetorhynchus rigens
Cinetorhynchus rigens är en kräftdjursart som först beskrevs av den skotska marinbiologen Isabella Gordon  1936.  Cinetorhynchus rigens ingår i släktet Cinetorhynchus och familjen Rhynchocinetidae. Inga underarter finns listade i Catalogue of Life.

## Bildgalleri

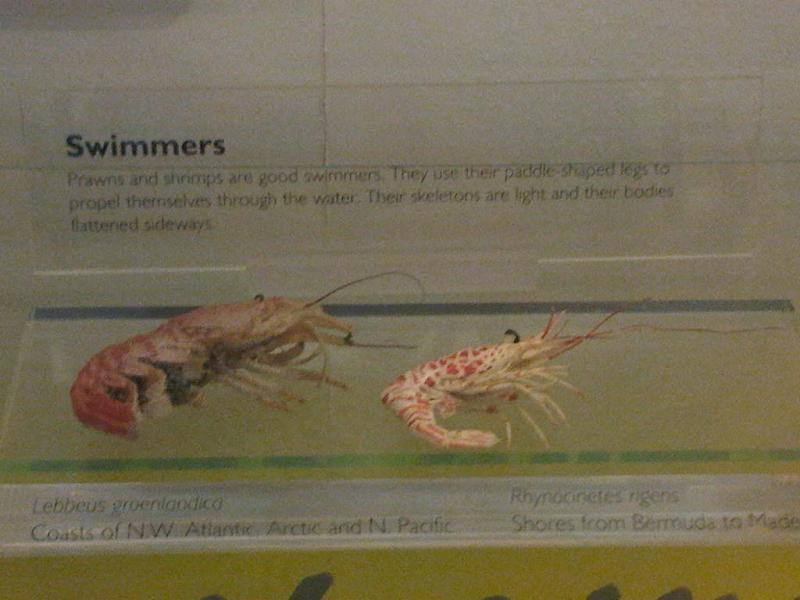
Foto från Naturhistoriska museet i London. Till vänster